# Ahmad Badreddin Hassoun
Ahmad Badreddin Hassoun est de 2005 à 2021, le grand Mufti de Syrie. 
Fervent défenseur de Bachar el-Assad, il participe tout d'abord aux dialogues interconfessionnels avant de cesser d'être invité par diverses organisations, notamment à la suite de sa menace de déclencher des attentats terroristes en Europe, proférée en 2011.
Alors qu'il tombe dans la clandestinité après la chute du régime Assad en décembre 2024, il est arrêté en mars 2025 alors qu'il tente de quitter le pays.

## Biographie
Ahmad Badreddin Hassoun est né à Alep, en Syrie. Son père, Muhammad Adeeb Hassoun, était également un cheikh. Il a cinq enfants et dix petits-enfants. Ahmad Badreddin Hassoun a étudié à l'Université des études islamiques, où il a obtenu son diplôme de docteur.
Il a été député de l'Assemblée du peuple de 1990 à 1998.
Il a pris ses fonctions de Grand Mufti de Syrie en juillet 2005 après la mort d'Ahmed Kuftaro. 
Sariya, le fils de Hassoun, âgé de 22 ans, est assassiné le 2 octobre 2011 dans une embuscade sur la route reliant Idleb à Alep.

### Dialogue interconfessionnel
Ahmad Badreddin Hassoun participe tout d'abord régulièrement à des événements interreligieux et interculturels et ses vues pluralistes sur le dialogue interconfessionnel (entre différentes religions ou entre différentes confessions islamiques) ont suscité les critiques d'une vision plus stricte de l'islam. Le 6 septembre 2006, il rencontre le ministre des Affaires étrangères arménien pour discuter des relations entre les deux nations, et les religions, entre autres questions. Dans le même voyage, il rencontre également le Catholicos de tous les Arméniens.
Le 15 janvier 2008, Ahmad Badreddin Hassoun s'adresse au Parlement européen sur le thème du dialogue interculturel, en soulignant la valeur unificatrice de la culture plutôt que divisante, dans le cadre d'une série de visites d'éminents leaders religieux et culturels en 2008, proclamée Année européenne du dialogue interculturel. Il déclare : "Abraham, Moïse, Jésus et Mohamed sont venus avec une seule religion", donc "il n'y a pas de guerre sainte, car une guerre ne peut jamais être sacrée : c'est la paix qui est sacrée"; plus tard, il ajoute qu'il est mauvais d'utiliser la religion pour justifier le meurtre.

## Guerre civile syrienne
Ahmad Badreddin Hassoun est considéré comme un fervent partisan du président syrien Bachar el-Assad,. 

### Menace d'attentats suicides
Dans une allocution publique diffusée sur Syrian News Channel et postée sur Internet le 9 octobre 2011, Ahmad Badreddin Hassoun menace d’activer des kamikazes en Europe et aux États-Unis si la Syrie est attaquée par des puissances extérieures, affirmant que : « Dès que le premier missile atteindra la Syrie, tous les fils et filles du Liban et de la Syrie vont rechercher des martyres en Europe et en Palestine. Je dis à toute l'Europe et aux États-Unis : nous préparerons des martyres parmi qui ceux qui vivent déjà parmi vous, si vous bombardez la Syrie ou le Liban ». Hassoun ajoute : « Ne croyez pas que les personnes qui commettront des attentats suicide en France, en Grande-Bretagne ou aux États-Unis seront des Arabes et des musulmans. Ce seront un nouveau Jules Jammal ou un nouveau Muhammad Al-Durrah. Ils seront tous comme les justes [du passé] »,,,.

### Polémiques
À la suite de la retransmission de ce discours, la Fondation pour la paix au Moyen-Orient retire son invitation à Ahmad Baddredin Hassoun qui devait prendre la parole lors de la conférence "Coexistence et dialogue". Le président de la fondation, Philip Wilcox, déclare : « Nous n'étions pas au courant de son discours, qui est en contradiction avec le thème de l'événement. »
Sa rencontre avec des députés français, parmi lesquels François Fillon, Thierry Mariani, Valérie Boyer, Michel Voisin et Nicolas Dhuicq, fait polémique, notamment en raison de sa menace d'attentat visant l'Europe,. 

### Exécutions de prisonniers
En 2016, Amnesty International écrit dans son rapport qu'Ahmad Baddredin Hassoun est l'un des trois hommes habilités par le président syrien Bachar el-Assad à signer les mandats d'exécution prononcés par milliers contre les prisonniers de la prison de Saidnaya, décrite comme un « centre d'extermination » ou un « abattoir humain » par l'ONG,, , .

### Arrestation
Il tombe dans la clandestinité et se retrouve recherché après la chute du régime Assad en décembre 2024. En février 2025, il est repéré dans la région d'Alep. Faisant face à la foule qui lui reproche sa collaboration avec le régime, il nie être le « mufti du baril » — comme il est surnommé par l'un de ses interlocuteurs — et affirme avoir été arrêté trois fois sous le régime Assad.
Le 26 mars 2025, il est arrêté à l'aéroport international de Damas alors qu'il tente de quitter le pays pour subir une intervention chirurgicale à Oman via une escale en Jordanie. Son passeport a été tamponné avant son arrestation. Il fait alors l'objet d'un mandat d'arrêt émis par le ministère public.